# Randy Edmonds
Randy Edmonds, född 17 april 1963, är en kanadensisk tidigare spelare och tränare inom ishockey. Han spelade bland annat för Olofströms IK och Team Boro. Som tränare tränade han lag som Borlänge HF, Västerås IK, Mora IK, HV71, IF Björklöven och Augsburger Panther.